# Harrachovy kameny
Harrachovy kameny (niem. Harrachsteine, 1421 m n.p.m.) – wzniesienie w czeskiej części Karkonoszy.

## Położenie
Szczyt położony w Czeskim Grzbiecie. Na południowym zachodzie wznosi się Kotel, na południowym wschodzie Krkonoš. Na północy rozciąga się szerokie spłaszczenie - Labská louka. Od południa podcięty jest stromymi ścianami karu Kotelní jámy. Na wierzchołku występują niewielkie skałki.

## Budowa geologiczna
Zbudowany jest z granitu karkonoskiego.

## Roślinność
Masyw pokryty jest łąkami górskimi i zaroślami kosodrzewiny.

## Ochrona przyrody
Wzniesienie położone na obszarze czeskiego Karkonoskiego Parku Narodowego (Krkonošský národní park, KRNAP).

## Czechosłowackie fortyfikacje
Na zboczach znajdują się lekkie schrony (czes. lehke opevnĕní) - rzopiki.

## Turystyka
Przez szczyt przechodzi:
- czerwony szlak turystyczny z miejscowości Horní Mísečky do schroniska Dvoračky.

Północno-wschodnim zboczem przechodzi:
- żółty szlak z miejscowości Horní Mísečky do źródła Łaby.